# IC 4873
IC 4873 ist eine Spiralgalaxie vom Hubble-Typ Sb im Sternbild Teleskop am Südsternhimmel. Sie ist schätzungsweise 254 Millionen Lichtjahre von der Milchstraße entfernt.
Das Objekt wurde am 1. September 1904 von Royal Harwood Frost entdeckt.